# Лемба
Лемба́ (порт. Lembá) — один із 7 районів у складі Сан-Томе і Принсіпі. Адміністративно належить до провінції Сан-Томе. Адміністративний центр — місто Невіш.

## Географічне положення
Район розташований на заході острова Сан-Томе. До складу району також входять сусідні дрібні острівці:
- Габаду
- Сан-Мігель

## Населення
Населення району становить 15370 осіб (2012; 11759 в 2006, 10696 в 2001, 9016 в 1991, 7905 в 1981, 6206 в 1970, 6196 в 1960, 6196 в 1950, 6885 в 1940).

## Населені пункти
Нижче подано список найбільших населених пунктів району (повний список тут):
| Населений пункт    | Населення, осіб (2001) | Населення, осіб (2007) | Населення, осіб (2008) |
| ------------------ | ---------------------- | ---------------------- | ---------------------- |
| Невіш              | 3603                   | 4040                   | 4107                   |
| Росема             | 1623                   | 1820                   | 1850                   |
| Санта-Катарина     | 1290                   | 1447                   | 1470                   |
| Діогу-Ваз          | 682                    | 765                    | 777                    |
| Понта-Фіп          | 608                    | 682                    | 693                    |
| Санта-Катарина     | 355                    | 398                    | 405                    |
| Генероса           | 291                    | 326                    | 332                    |
| Лемба              | 251                    | 281                    | 286                    |
| Рібейра-Фунда      | 214                    | 240                    | 244                    |
| Прая-де-Понта-Фігу | 169                    | 190                    | 193                    |